# Сантхия
Сантхия (бенг. সাঁথিয়া, англ. Santhia) — город на северо-западе Бангладеш, административный центр одноимённого подокруга. Площадь города равна 5,44 км². По данным переписи 2001 года, в городе проживало 33 369 человек, из которых мужчины составляли 52,05 %, женщины — соответственно 47,95 %. Плотность населения равнялась 6134 чел. на 1 км². Уровень грамотности населения составлял 34 % (при среднем по Бангладеш показателе 43,1 %).